# بنیتو خرونیمو فئیخو مونته‌نگرو
بنیتو خِرونیمو فِـئیخو مونته‌نِگرو (اسپانیایی: Benito Jerónimo Feijóo y Montenegro‎؛ ‏ ۸ اکتبر ۱۶۷۶ – ۲۶ سپتامبر ۱۷۶۴) راهب، دانشور و جستارنویس اسپانیایی و از رهبران عصر روشنگری بود. او یک پیشگامانِ قابل فهم کردنِ علم برای عوام بود که به دلیل تشویق تفکر علمی و تجربی در تلاش برای از بین بردن اسطوره‌ها و خرافات شهرت یافت. او از سن ۱۴ سالگی به نظام سنت بندیکت پیوست و بعدها استاد رشته‌های الهیات و فلسفه در دانشگاه شد. او از خرافات و جهل زمان خود منزجر و پریشان بود و هدفش مبارزه با ناآگاهی دوران بود. او نه نابغه بزرگی بود و نه نویسنده ای با شایستگی‌های فوق‌العاده. نام او با هیچ کشف مهمی پیوند نخورده است، اما سبک ادبی او بارز و بی‌تمایز است. او سعی کرد بسیاری از اشتباهات رایج را براندازد، علاقه به روش‌های علمی را برانگیزد و امروزه به‌درستی به‌عنوان آغازگر اصلاحات آموزشی در اسپانیا شناخته می‌شود.